# رابح ماجر
رابح ماجر (انگلیسی: Rabah Madjer؛ زادهٔ ۱۵ دسامبر ۱۹۵۸) بازیکن سابق و مربی فوتبال اهل الجزایر است.
نحوه زدن گل رباح ماجری از روی نام اوست

## باشگاهی
از باشگاه‌هایی که در آن بازی کرده‌است می‌توان به والنسیا، پورتو، باشگاه ورزشی القطر، و باشگاه فوتبال نصر حسین دای اشاره کرد.

## تیم ملی
وی عضو تیم ملی فوتبال الجزایر در جام جهانی فوتبال ۱۹۸۲ و ۱۹۸۶ بوده است.